# Giuseppe Garibaldi (Schiff, 1985)
Die Giuseppe Garibaldi (Kennung: C 551) ist ein leichter Flugzeugträger der italienischen Marine. Sie stand von 1985 bis 2024 in Dienst, seit Dezember 2024 ist sie der Reserve zugeteilt. Ihr Heimathafen ist Tarent. Sie ist das vierte Schiff, das nach dem italienischen Nationalhelden Giuseppe Garibaldi benannt wurde.

## Geschichte

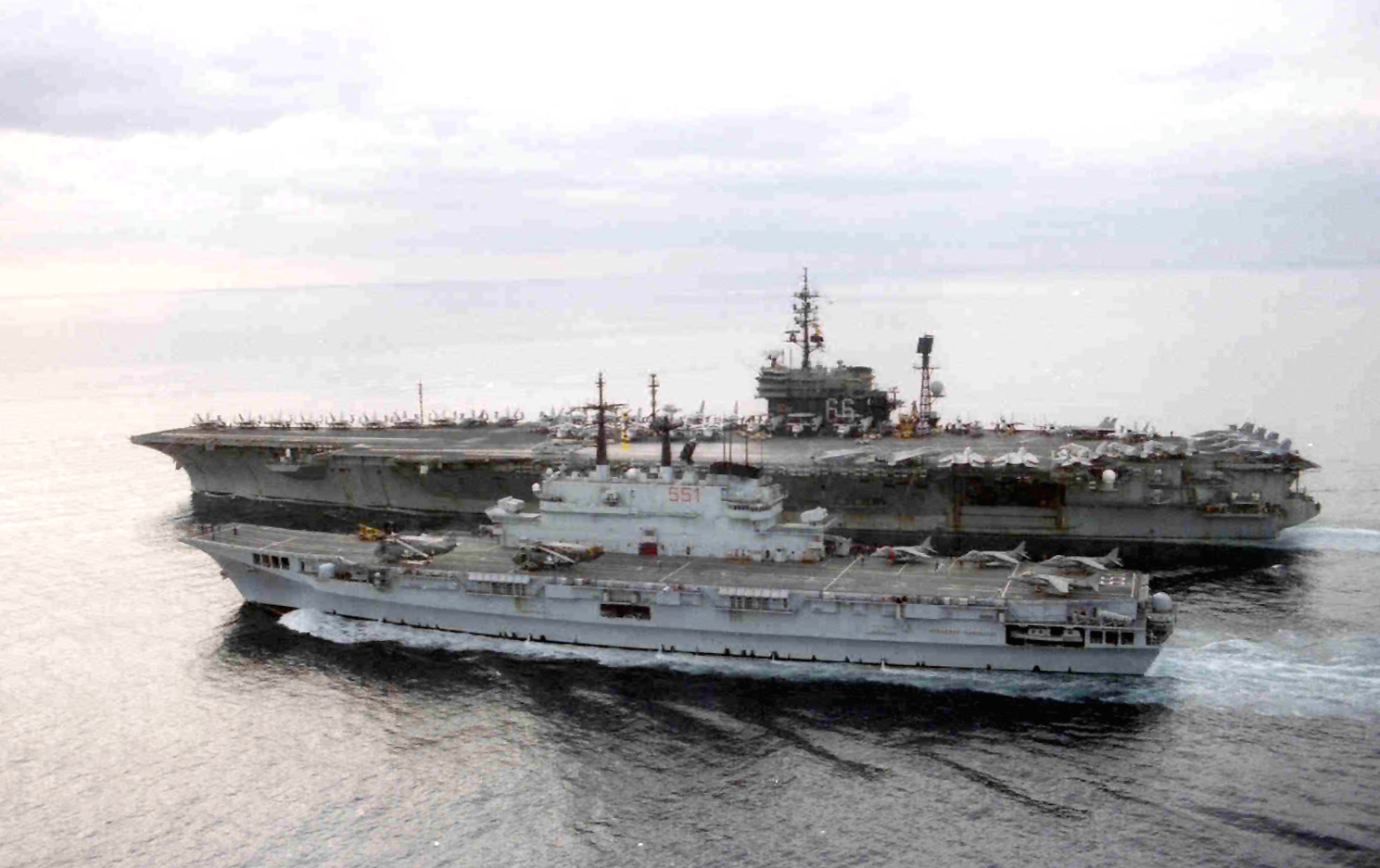
Die Giuseppe Garibaldi (im Vordergrund) mit America in der Adria während der NATO-Operation Joint Endeavour, Januar 1996

Das Schiff wurde 1979 als Flugdeckkreuzer in Auftrag gegeben und sollte vorwiegend zur U-Boot-Jagd dienen. Nach dem Vorbild des britischen Trägers Invincible wurde sie im STOVL-Design gebaut. Da eine Regelung aus der Nachkriegszeit der italienischen Marine verbot, Kampfflugzeuge einzusetzen, wurde das Schiff offiziell nie als Flugzeugträger deklariert. Bis zur Aufhebung dieses Verbotes im Jahr 1989 wurde das Schiff daher als Hubschrauberträger genutzt und erlebte lediglich während einiger Manöver mit der Royal Navy den Einsatz von britischen Kampfflugzeugen des Typs Hawker Siddeley Harrier. Ab 1994 beschaffte die italienische Marine 18 Maschinen des Typs AV-8B Harrier II und setzte diese auf der Giuseppe Garibaldi ein. Der Start der V/STOL-Flugzeuge erfolgt dabei über die um 6,5° ansteigende vordere Flugdeckrampe (Ski-Jump). Der Flugbetrieb findet auf einem 173 m langen und 28 m breiten Flugdeck mit zwei Aufzügen statt.
Die ursprüngliche Auslegung als Flugdeckkreuzer erklärt die zunächst relativ starke Bewaffnung des Schiffs: Neben Geschützen zur Selbstverteidigung verfügt es über Torpedorohre, Seezielflugkörper sowie Flugabwehrraketen. Die Raketenstarter für Seezielflugkörper wurden 2003 im Zug von Umbauarbeiten jedoch entfernt.
Im Sommer 1991 überquerte die Giuseppe Garibaldi den Atlantik, um in Norfolk (Virginia) zwei zweisitzige TAV-8B zu übernehmen und diese beiden Harrier-Trainer zu ihrem Stützpunkt nach Tarent-Grottaglie zu bringen. 1994 übernahm sie in Norfolk nochmals drei in den USA gebaute einsitzige AV-8B+, während die übrigen Maschinen in Italien zusammengebaut wurden.
Wegen der Kriege im ehemaligen Jugoslawien absolvierte die Garibaldi 1993 im Rahmen der Operation Sharp Guard einen ersten Einsatz in der Adria. 1994 und 1995 führte sie zwei Einsatzgeschwader nach Somalia (25º/26º Gruppo navale, UNOSOM II). 1999 kehrte sie in die Adria zurück und nahm mit ihren Harriern an der Operation Allied Force teil.
Nach den Terroranschlägen vom 11. September 2001 operierte das Schiff im Rahmen der Operation Enduring Freedom von Ende 2001 bis Anfang 2002 im Indischen Ozean und nahm mit seinen Kampfflugzeugen auch an Luftangriffen gegen Ziele in Afghanistan teil. Nach den genannten Modernisierungsarbeiten im Jahr 2003 folgte 2004 eine Beteiligung an der Übung Majestic Eagle im Atlantik.
2006 führte die Garibaldi einen amphibischen Verband vor die Küste des Libanon, wo die dortige UNIFIL-Truppe verstärkt werden musste. Im Frühjahr 2011 wurde der Träger für den internationalen Militäreinsatz in Libyen zur Verfügung gestellt.
Ab Ende 2012 wurde die Garibaldi in einer neuen Rolle als Hubschrauberträger für amphibische Operationen verwendet. Flugzeuge nahm sie nur noch auf, wenn der 2009 in Dienst gestellte Flugzeugträger Cavour wegen Werftliegezeiten oder aus anderen Gründen nicht verfügbar war. In ihrer neuen Rolle ergänzte die Garibaldi die Landungsschiffe der San-Giorgio-Klasse und damit die amphibischen Kräfte der San-Marco-Brigade.
Von Oktober 2013 bis Oktober 2014 wurde die Garibaldi im Marinearsenal Tarent verschiedenen Modernisierungsarbeiten unterzogen, die eine weitere Nutzung des Trägers bis etwa 2025 erlauben sollte. Nachfolger ist das amphibische Angriffsschiff Trieste, das auf seinem durchgehenden Flugdeck neben Hubschraubern bei Bedarf auch Flugzeuge aufnehmen soll.
Die Garibaldi war Flaggschiff der Operation Sophia, die u. a. Menschenschmuggler im Mittelmeer aufspüren soll (Stand August 2016). Am 22. August 2016 trafen sich Angela Merkel, François Hollande und Matteo Renzi an Bord zu Gesprächen über die Zukunft der Europäischen Union.
Die Garibaldi sollte am 1. Oktober 2024, zwei Monate vor der Indienststellung ihres Nachfolgers, der Trieste, der Reserve zugeteilt werden. Der Termin wurde auf Dezember[veraltet] verschoben, die förmliche Außerdienststellung wird somit erst 2025 erfolgen. Eine Nutzung als Museumsschiff ist geplant.
Es besteht Interesse Indonesiens am Erwerb des Schiffes: Im März 2025 bekräftigte Admiral Muhammad Ali die Notwendigkeit eines Trägers im Arsenal der Marine.